# Прозоровский, Матвей Васильевич
Князь Матвей Васильевич Прозоровский (ум. после 1668) — русский государственный и военный деятель, рында, стольник, воевода и дворянин московский во времена правления Михаила Фёдоровича.
Из княжеского рода Прозоровские. Младший сын князя и воеводы Василия Александровича Прозоровского и Аграфены Ивановны Шуйской, сестры царя Василия Шуйского. Имел братьев, князей: боярина Семёна и Ивана Васильевичей.

## Биография
В 1613—1618 годах неоднократно был рындой во время царских приёмов. С 1617 по 1635 год несколько раз, во время торжественного стола у царя, «смотрел в большой государев стол». Во время приёмов иностранных послов часто с другими придворными сидел в золотой одежде в палате, где производился приём послов, а после приёмов, во время застолья, находился среди чашников.
В октябре 1614 года, назначенный третьим рындой меньше князя Фёдора Семёновича Куракина, вступил с ним в местнический спор, дело проиграл и по боярскому приговору был заключен на время в темницу. В этом же году имел поместный оклад 800 четвертей и 80 рублей, в декабре во время битвы под Олонцом был захвачен в плен казацким полковником Сидором, но после обмена пленников вернулся в Москву.
В 1615 году вторично местничал с князем Ф. С. Куракиным, дело проиграл и был «бит батоги в Разряде и послан в тюрьму».  В 1624-1640 годах показан в стольниках. 9 марта 1624 года назначен первым воеводой Передового полка в Дедилове, в сентябре того же года по царскому указу был вызван в Москву.
В сентябре 1625 года при первом бракосочетании царя Михаила Фёдоровича с княжной Марией Владимировной Долгоруковой семнадцатый в свадебном поезде. В 1627 году имел поместный оклад 800 четвертей и 100 рублей. При втором бракосочетании  5 (15) февраля 1626 года царя Михаила Фёдоровича с Евдокией Лукьяновной Стрешневой двенадцатый среди поезжан. 12 февраля 1628 года отправлен на воеводство в Торопец, откуда в 1630 году вызван в Москву.
В 1631-1633 годах первый воевода в Курске. В 1638—1639 годах находился на воеводстве в Вятке. В 1640 году «по крымским вестям» назначен полковым воеводой в Переяславль-Рязанский, откуда в сентябре вернулся в Москву и «на приезде» был у царской руки. 1 марта 1641 года царь Михаил Фёдорович вторично отправил князя М. В. Прозоровского на воеводство в Переяславль-Рязанский. 5 октября 1646 года по царскому указу полковые воеводы, в том числе и князь М. В. Прозоровский, были распущены по домам.
В 1647 году: 23 апреля и 8 мая в чине дворянин московский, во время отсутствия царя Алексея Михайловича в Москве назначен «дневать и ночевать на государевом дворе». В 1648—1649 годах стольник и первый воевода в Вязьме.
В 1661 году вошел в список придворных, которых царь «пожаловал на праздник Светлого Христова Воскресения свои очи видеть в комнате».
В 1668 году имя М. В. Прозоровского последний раз упоминается в боярских книгах.
Женат на Анастасии Фёдоровне, дочери Ф. К. Смердова-Плещеева. Потомства не оставил.